# 曹崇文
曹崇文（1928年—），男，河北束鹿人，中国农业工程学家、教育家、农业机械专家、谷物干燥学专家，中国农业大学教授、博士生导师。